# Bovense Sogn
Bovense Sogn ist eine Kirchspielsgemeinde (dän.: Sogn)
auf der Insel Fyn (dt.: Fünen) im südlichen Dänemark.
Bis 1970 gehörte sie zur Harde Vindinge Herred im damaligen Svendborg Amt, danach zur Nyborg Kommune im
Fyns Amt, die im Zuge der  Kommunalreform zum 1. Januar 2007 in der
„neuen“
Nyborg Kommune in der Region Syddanmark aufgegangen ist.
Im Kirchspiel leben 245 Einwohner (Stand: 1. Januar 2023).
Im Kirchspiel liegt die Kirche „Bovense Kirke“.
Nachbargemeinden sind im Nordwesten Flødstrup Sogn und im Süden Aunslev Sogn.